# Die Bibel – Salomon
Die Bibel – Salomon ist ein zweiteiliger Fernsehfilm, der das Leben von König Salomon erzählt.

## Handlung
Bevor der greise König David stirbt, setzt er gegen den Willen des Heerführers Joab seinen Sohn Salomon als Nachfolger ein. Dieser übernimmt die Herrschaft und muss sich gegen Intrigen und innenpolitische Probleme behaupten. Gerühmt wird er jedoch für seine Gerechtigkeit und Friedensliebe, mit der er seinem Volk Glanz und Ansehen verleiht. Er, der Weiseste der Weisen, baut schließlich zu Ehren Gottes den Tempel, in dem die Bundeslade untergebracht wird. Als dieser Tempel fertiggestellt ist, zieht er Völker aus allen Erdteilen an und führt diese nach Jerusalem. Darunter ist auch die Königin von Saba mit ihrem Gefolge. Salomon verliebt sich in die exotische Königin. Als diese ihn jedoch verlässt, beginnt er die Gebote Gottes zu missachten und seine Regierungsgeschäfte zu vernachlässigen. Zu seinem Hofstaat gehören zahlreiche Frauen aus aller Herren Länder, die unterschiedlichen religiösen Kulten angehören. Daher kommt es zwischen ihm und den Priestern immer wieder zu Auseinandersetzungen, da diese den alleinigen Bund Israels mit Gott durch die Einflüsse der fremden Religionen gefährdet sehen. Dies leitet den Zerfall seines Reiches ein. Letztlich bleibt nur der Stamm Juda als Gefolgschaft für seinen Sohn Rehabeam übrig, während die übrigen Stämme Israels an Jerobeam, einen von Salomons Ratgebern fallen.

## Kritik
„Schwierigkeiten bei der dramaturgischen Entfaltung sowie der unreflektierte Einsatz von Film- und Literaturzitaten bedingen eine Oberflächlichkeit, die kein Interesse an der Hauptfigur aufkommen läßt.“

„Gelungene Inszenierung mit Witz und guten Dialogen in wunderschöner, authentisch wirkender Ausstattung. Die symphonische Musik ist herausragend und die gelungenste der Bibel-Fernsehserie. Inhaltlich entwirft man ein sehr detailfreudiges und glaubwürdiges Bild vom ereignisreichen Leben des dritten Königs von Israel - wenn auch insgesamt etwas zu lang. Auf etwa 100 Minuten gekürzt würde der Film eine größere Wirkung entfalten.“

## Besetzung und Synchronsprecher
| Rolle             | Darsteller             | Synchronsprecher  |
| ----------------- | ---------------------- | ----------------- |
| Salomon           | Ben Cross              | Leon Boden        |
| Jeroboam          | Richard Dillane        | Klaus Lochthove   |
| Batseba           | Anouk Aimée            | Renate Rennhack   |
| Königin von Saba  | Vivica A. Fox          | Nana Spier        |
| Joab              | David Suchet           | Dieter Bellmann   |
| Adonija           | Ivan Kaye              | Detlef Bierstedt  |
| David             | Max von Sydow          | Walter Niklaus    |
| Natan             | Umberto Orsini         | Winfried Wagner   |
| Zadok             | Roger Hammond          | Gerhard Paul      |
| Azarel            | George W. Bailey       | Roland Hemmo      |
| Rehabeam          | Dexter Fletcher        | Dietmar Wunder    |
| Abischag          | Maria Grazia Cucinotta | Anke Reitzenstein |
| Abjatar           | Stefan Gubser          | Till Hagen        |
| Hiram von Naftali | Michael Culkin         | Helmut Krauss     |
| Basemat           | Marta Zoffoli          | –                 |
| Hanna             | Stefania Rocca         | –                 |
| Ahija             | Pete Lee-Wilson        | –                 |
| Benaja            | Thom Hoffman           | –                 |